# Dave Coulier
David Alan Coulier (St. Clair Shores (Michigan), 21 september 1959) is een Amerikaanse stand-upkomiek, acteur en stemacteur. Hij speelde onder meer Joey Gladstone (1987-1995) in de komische televisieserie Full House.

## Biografie
Coullier studeerde aan de Notre Dame High School, in Michigan. Tijdens de lunchpauzes deed hij zijn eerste stappen richting stand-up komedie. In 1977 studeerde hij af. Hij werkte aan verschillende tekenfilms mee door zijn stem in te spreken, zoals in onder meer The Real Ghostbusters (Peter Venkman), Muppet Babies, Scoobie en Scrabbie-Doo en The Jetsons.

## Privéleven
Coulier was twee jaar getrouwd met Jayne Modean. Ze kregen samen een zoon genaamd Luc.
Na de geboorte scheidde het stel. Hierna kreeg Coulier een relatie met Alanis Morissette, maar ze verbrak de relatie kort voordat haar album Jagged Little Pill uit kwam. In een interview met Sun Calgary in 2008 vertelde Coulier dat hij dacht dat hij weleens als de ex-vriend zou kunnen worden beschreven in de nummers "You Oughta Know" en "Hands Clean". Morissette heeft dit nooit bevestigd. In 2005 kreeg hij een relatie met fotograaf en producer Melissa Bring. Zij trouwden op 2 juli 2014 in Montana.

## Filmografie
- The Family Holiday (2007)
- Shredderman Rules (2007, televisiefilm)
- My RV Life (2006, televisiefilm)
- Plastic Man in 'Puddle Trouble'  (2006, televisiefilm - stem)
- Farce of the Penguins (2006, stem)
- Felix the Cat Saves Christmas (2004, stem)
- The Even Stevens Movie (2003, televisiefilm)
- The Thirteenth Year (1999, televisiefilm)
- Yogi Bear and the Magical Flight of the Spruce Goose (1987, televisiefilm - stem)
- Things Are Tough All Over (1982)

## Televisieseries
*Exclusief eenmalige gastrollen
- Robot Chicken - Popeye (2005-2007, vijf afleveringen)
- George & Leo - Father Rick (1997-1998, drie afleveringen)
- Full House - Joseph 'Joey' Gladstone (1987-1995, 193 afleveringen)
- The Little Mermaid verschillende stemmen (1992-1993, drie afleveringen)
- The Real Ghostbusters - Dr. Peter Venkman (1987-1991, 62 afleveringen)
- Muppet Babies - Animal (1987-1990, drie afleveringen)
- Slimer! And the Real Ghostbusters - Peter Venkman (1988-1989, elf afleveringen)
- Out of Control - Dave (1984, acht afleveringen)
- Fuller House  -Joseph 'Joey' Gladstone ( 2018-2020)

- Bibliothèque nationale de France: cb15090631n (data)
- International Standard Name Identifier: 0000 0000 4179 9171
- Library of Congress Control Number: no95040715
- Système universitaire de documentation: 223433853
- Virtual International Authority File: 63594063
- WorldCat: E39PBJbM7PWCMDdfHDhbf9QH4q